# Hazzi
Hazzi was in de Hurritische en in de Hettitische mythologie de gemeenschappelijke mannelijke berggod. De naam was tevens de plaatsaanduiding voor het verblijf van de goden. Men neemt aan dat het om de berg Sapon bij Ugarit gaat. Men wijst ook op Syrië, naam van de berg Kasios bij Antiochië.
Hij wordt afgebeeld met een tiara, kenmerk van de Hettitische goden.  
Hazzi maakte deel uit van het gevolg van de stormgod Taru. Door de Hettieten werd hij ingeroepen bij staatsaangelegenheden voor de eedaflegging.